# Ralph Pappier
Ralph Pappier (* 14. Januar 1914 in Shanghai, Republik China; † 17. September 1998 in Buenos Aires, Argentinien), geboren als Friedrich Rolf Pappiér, war ein deutsch-argentinischer Filmregisseur, Art Director, Szenenbildner und Filmschauspieler.

## Familie und Schule

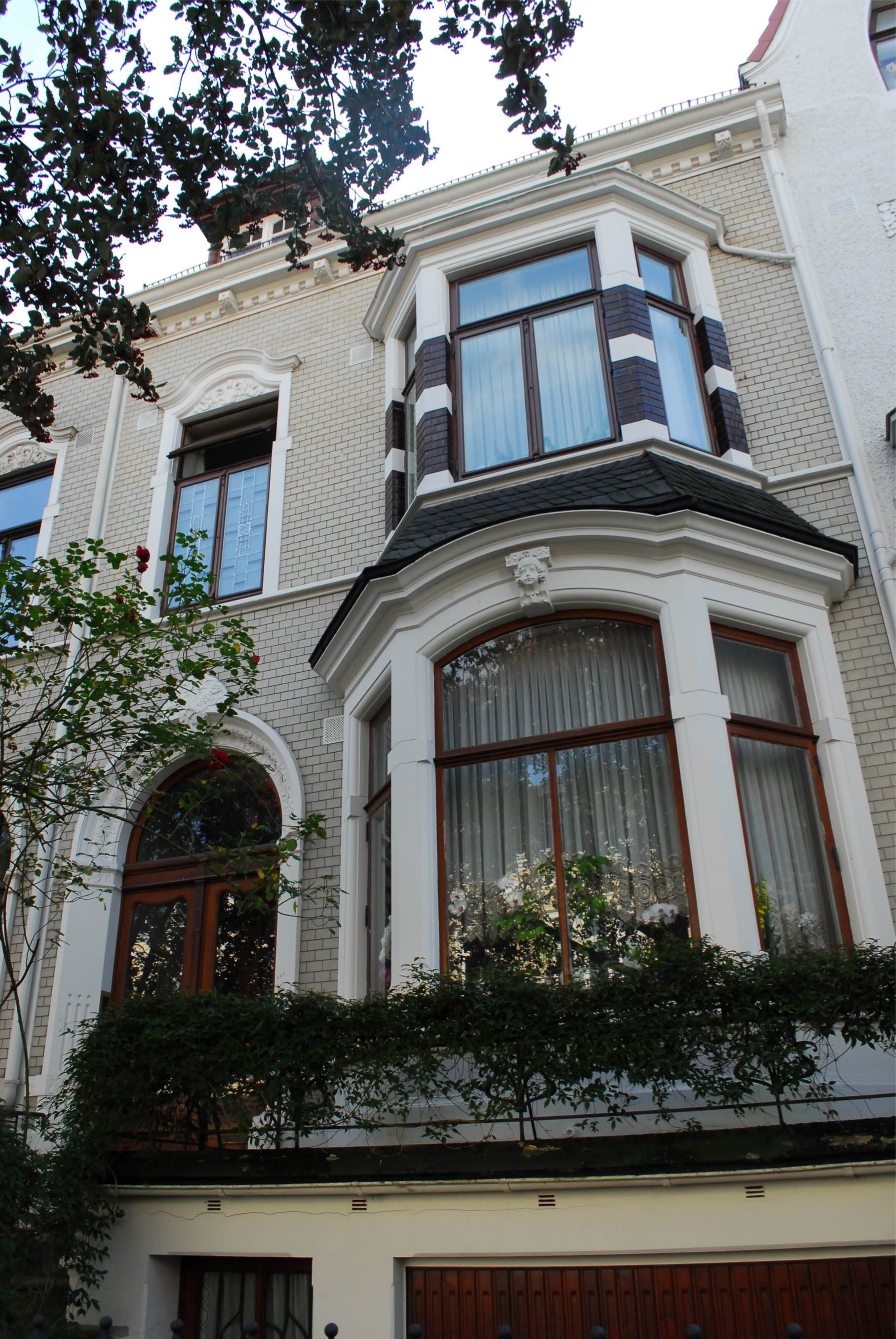
Wohnhaus Pappiér (1901), Schwachhausen, Goebenstraße 10

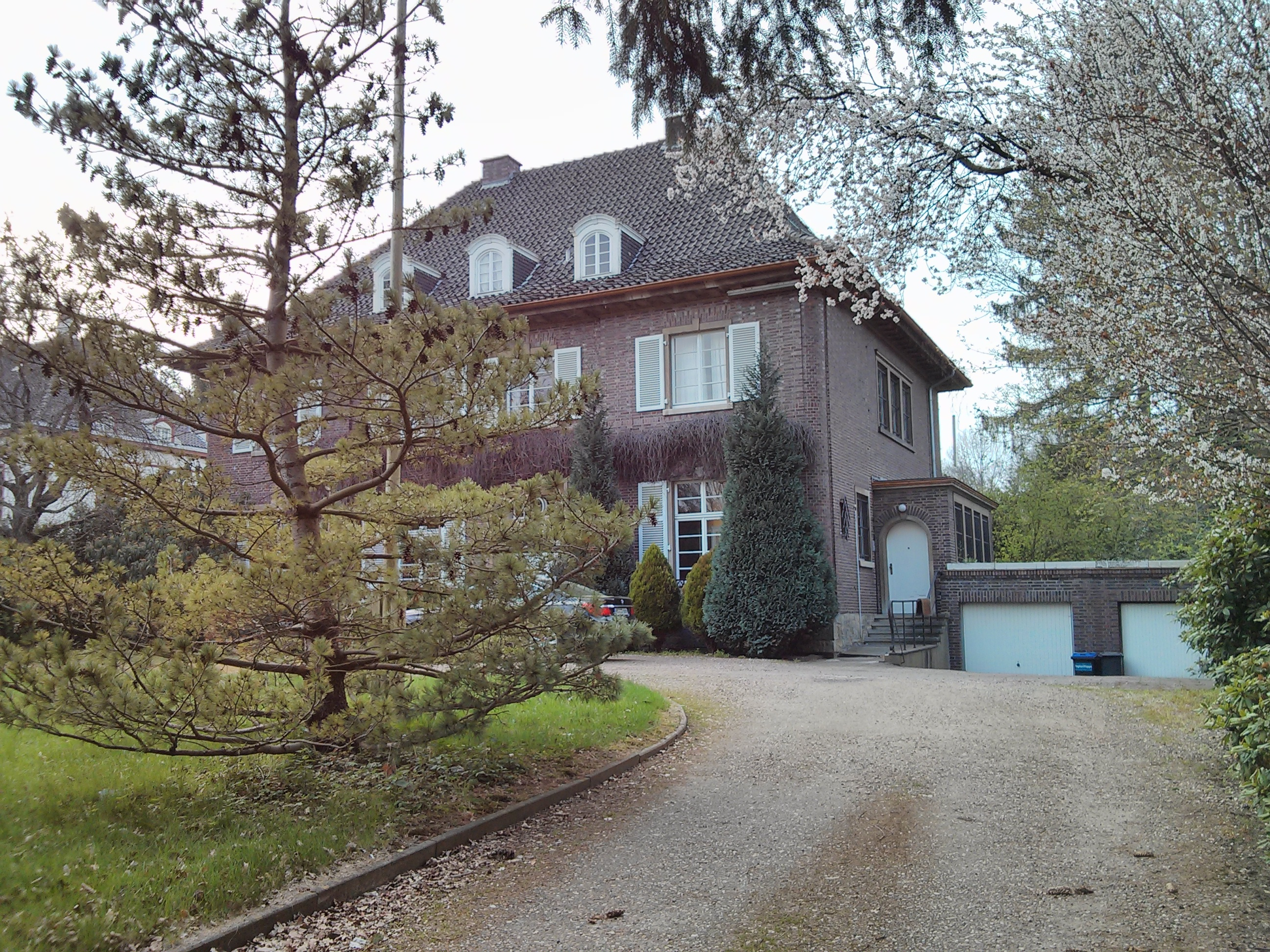
Landhaus Pappiér (1928), Schwachhausen-Riensberg

Pappiér war ein Sohn des Bremer Kaufmanns und Oberleutnants a. D. Friedrich Wilhelm Carl Pappiér (* 16. Juli 1865), der auch in Übersee Handel betrieb, wodurch sein Sohn Rolf in China geboren wurde. Ältere Geschwister sind Lisa, Carl Gustav und Käthe. Sein jüngerer Bruder ist Roland Pappiér (* 1. Dezember 1918). Nachdem die Familie zunächst in dem 1901 von Architekt Wilhelm Blanke (1859–1945) errichteten Wohnhaus Goebenstraße 10 in Schwachhausen, Ortsteil Barkhof gewohnt hatte, ließ sie sich 1927/28 von Architekt Rudolf Jacobs (1879–1946) in Bremens Schwachhauser Heerstraße 224 im Ortsteil Riensberg das Landhaus Pappiér errichten.
Schon als Jugendlicher war Pappiér stark an der Bildenden Kunst interessiert. Seine Eltern ermöglichten ihm daher den Besuch des stark musisch orientierten, von Martin Luserke gegründeten und geleiteten reformpädagogischen Landerziehungsheims Schule am Meer auf der Nordseeinsel Juist, an der Rolf Pappiér im Frühjahr 1933 zusammen mit Ruth Berger, Woldemar Hörnig (* 19. März 1914 in Chemnitz), Anna Margarethe Kantorowicz (Tochter des Begründers der Prophylaxe gegen Zahnerkrankungen in deutschen Schulen Alfred Kantorowicz), Hilde Müseler, Reiner Planck, Jens Rohwer und Rudolf Stoltz seine Reifeprüfung bestand. In seinem Abschlusszeugnis erhielt er eine explizit ehrende Bemerkung. Diese Ehrung war auf seine große Ausstellung selbst gefertigter Zeichnungen zurückzuführen, die anlässlich des Abiturs im Zeichensaal der Theaterhalle der Schule am Meer stattfand und von dem das Abitur abnehmenden Oberschulrat Dudenhausen goutiert wurde.

## Berufliche Entwicklung
Während der NS-Zeit emigrierte er 1936 nach Argentinien. Vermutlich während dieses Auswanderungsprozesses veränderte er seinen Namen zu Ralph Pappier, möglicherweise, um diesen phonetisch an die spanische Sprache anzupassen. Zunächst arbeitete er für die Filmstudios Pampa Film, Artistas Argentinos Asociados und Estudios San Miguel als Regieassistent, bevor er mit eigenen Regiearbeiten hervortrat. Bei den Estudios San Miguel gründete er die in Argentinien erste Abteilung für Spezialeffekte.
In der Folge war er an rund siebzig Filmwerken beteiligt, darunter filmische Highlights wie En el viejo Buenos Aires (= Im alten Buenos Aires, 1942), La guerra gaucha (= Der Gaucho-Krieg, 1942) und Tres hombres del rio (= Drei Männer des Flusses, 1943). Dabei arbeitete er beispielsweise mit Homero Manzi (1907–1951) für die Filme Pobre mi madre querida (Meine Mutter, mein armer Schatz, 1948) und El último payador (1950) zusammen. 1950 führte er bei dem Film Escuela de campeones (= Schule der Meister) Regie, der die Geschichte des argentinischen Fußballs darstellt. Für seinen poetischen Film Caballito criollo (= Criollo, das kleine Pferd) arbeitete er mit Enrique Muiño (1881–1956) zusammen, für weitere Projekte mit Ernesto Arancibia (1904–1963), Francis Boeniger, José Gallego, Alejandro Gutiérrez del Barrio (1895–1964), Libertad Lamarque (1908–2000), Juan José Miguez (1918–1995), Carlos Olivari (1902–1966), Sixto Pondal Ríos (1907–1968) und Enrique de Rosas (1888–1948).
Die letzten Jahre seines Lebens verbrachte er in einem Pflegeheim und verstarb im Alter von 84 Jahren. Er wurde auf dem deutschen Friedhof in Argentiniens Hauptstadt begraben.

## Auszeichnungen
- 1942 – Silver Condor Award for Best Film für den von ihm als Produktionsdesigner begleiteten Film The Gaucho War (= Der Gaucho-Krieg, 1942)
- 1942 – Preisträger Beste Szenographie der Argentine Academy of Cinematography Arts and Sciences für den Film En el viejo Buenos Aires (= Im alten Buenos Aires, 1942)
- 1943 – Silver Condor Award for Best Cinematography für den von ihm als Produktionsdesigner begleiteten Film Three Men of the River (= Drei Männer des Flusses, 1943)
- 1944 – Preisträger Beste Szenographie der Argentine Academy of Cinematography Arts and Sciences für den Film Su mejor alumno (= Dein bester Schüler, 1944)
- 1951 – Silver Condor Award for Best Film als Regisseur für seinen Film Escuela de campeones (= Schule der Meister, 1950)
- 1954 – Silver Condor Award for Best Film als Regisseur für seinen Film Caballito criollo (= Kleines Pferd Criollo, 1953)

## Video
- Un tema nuestro: Enrique Muiño, Ralph Pappier, H. Mc Dougall y F. Muñoz Azpiri, protagonistas de la película Caballi, Ralph Pappier in der 1. Szene im Hintergrund stehend; ab 0:18 Min. Ralph Pappier rechts im Bild, 0:45 Min., auf youtube.com, abgerufen am 9. Dezember 2017.
- Pobre, mi madre querida (1948), Regie: Homero Manzi und Ralph Pappier, 1:24:52 Std., auf youtube.com, abgerufen am 9. Dezember 2017.
- El último payador (1950), Regie: Homero Manzi und Ralph Pappier, 1:27:44 Std., auf youtube.com, abgerufen am 9. Dezember 2017.